# Okręgowe rozgrywki w piłce nożnej woj. olsztyńskiego (1960/1961)
Drużyny z województwa olsztyńskiego występujące w ligach centralnych i makroregionalnych:
- I liga – brak
- II liga – brak

Rozgrywki okręgowe:
- III liga okręgowa (III poziom rozgrywkowy)
- klasa A  - 2 grupy (IV poziom rozgrywkowy)
- klasa B - 2 grupy (V poziom rozgrywkowy)
- klasa C - podział na grupy (VI poziom rozgrywkowy)
- klasa W - podział na grupy (VII poziom rozgrywkowy)

## III liga okręgowa
| Poz. | Klub                         | M  | Pkt. |
| ---- | ---------------------------- | -- | ---- |
| 1    | Huragan Morąg                | 18 | 29   |
| 2    | Grunwald Ostróda             | 18 | 26   |
| 3    | Zatoka Braniewo              | 18 | 20   |
| 4    | Gwardia Olsztyn              | 18 | 17   |
| 5    | Warmia Olsztyn               | 18 | 16   |
| 6    | Vęgoria Węgorzewo            | 18 | 14   |
| 7    | Victoria Bartoszyce          | 18 | 13   |
| 8    | Podchorążak/Gwardia Szczytno | 18 | 13   |
| 9    | Sokół Ostróda                | 18 | 11   |
| 10   | Jeziorak Iława               | 18 | 11   |

- Huragan Morąg nie awansował do II ligi

## Klasa A

### grupa I
| Poz. | Klub                | M  | Pkt. |
| ---- | ------------------- | -- | ---- |
| 1    | Granica Kętrzyn (s) | 14 |      |

### grupa II
| Poz. | Klub        | M  | Pkt. |
| ---- | ----------- | -- | ---- |
| 1    | OKS Olsztyn | 14 |      |

## Klasa B
- grupa I - awans: brak danych
- grupa II - awans: brak danych